# ヒギンズ (ミサイル駆逐艦)
|          | |
| 艦歴     | |
| 発注     | 1993年1月19日                                                                                              |
| 起工     | 1996年11月14日                                                                                             |
| 進水     | 1997年10月4日                                                                                              |
| 就役     | 1999年4月24日                                                                                              |
| 退役     | |
| その後   | |
| 要目     | |
| 排水量   | 満載: 8,776 トン                                                                                           |
| 全長     | 153.9 m (505 ft)                                                                                           |
| 全幅     | 20.1 m (66 ft)                                                                                             |
| 吃水     | 9.4 m (31 ft)                                                                                              |
| 機関     | COGAG方式                                                                                                  |
| 機関     | LM 2500-30ガスタービンエンジン (27,000shp) ×4基                                                            |
| 機関     | 可変ピッチプロペラ（5翔）×2軸                                                                              |
| 最大速   | 31ノット                                                                                                   |
| 航続距離 | 4,400 海里（20ノット時）                                                                                   |
| 乗員     | 士官、兵員 337名                                                                                           |
| 兵装     | Mk.45 mod.2 5インチ単装砲 ×1基                                                                             |
| 兵装     | Mk.38 25mm単装機関砲 ×2基                                                                                  |
| 兵装     | Mk.15 20mmCIWS×1基                                                                                         |
| 兵装     | SeaRAM×1基                                                                                                 |
| 兵装     | M2 12.7mm機銃 ×4挺                                                                                         |
| 兵装     | Mk.41 mod.2 VLS ×90セル - SM-2MR/ER SAM - SM-3 ABM - ESSM 短SAM - VLA SUM - トマホーク SLCM などを発射可能 |
| 兵装     | ハープーンSSM 4連装発射筒×2基                                                                              |
| 兵装     | Mk.32 3連装短魚雷発射管×2基                                                                                |
| 艦載機   | ヘリコプター甲板のみ, 格納庫なし                                                                           |
| C4ISTAR  | NTDS mod.5 (リンク 11/16)                                                                                  |
| C4ISTAR  | AWS B/L 5 (Mk.99 GMFCS×3基)                                                                                |
| C4ISTAR  | AN/SQQ-89                                                                                                  |
| センサ   | AN/SPY-1D 多機能レーダー×4面                                                                               |
| センサ   | AN/SPS-67 対水上レーダー×1基                                                                               |
| センサ   | AN/SQS-53C艦首装備ソナー                                                                                   |
| センサ   | AN/SQR-19 曳航ソナー                                                                                       |
| 電子戦   | AN/SLQ-32(V)3 ESM/ECM装置                                                                                  |
| 電子戦   | Mk.36 mod.12 デコイ発射装置                                                                                |
| モットー | First to Fight                                                                                             |
| 信号符字 | NMEG |

ヒギンズ（英語: USS Higgins, DDG-76）は、アメリカ（米国）海軍のアーレイ・バーク級ミサイル駆逐艦の26番艦。艦名はレバノンで国際連合平和維持活動参加中の1988年2月に、ヒズボラと同盟した親イラングループによって拘束、1990年7月に殺害されたウィリアム・R・ヒギンズ海兵隊大佐に因む。

## 艦歴
1996年11月14日、メイン州のバス鉄工所で起工され、1997年10月4日に進水し、命名。1999年4月24日にフロリダ州エヴァーグレーデス港で就役した。
2010年のハイチ地震で救援活動に当たるアメリカ沿岸警備隊のヘリコプターに対して兵站支援を実施。
シリア内戦中の2018年4月14日、シリア政府軍が行ったとされるドゥーマ化学攻撃に対する報復としてアメリカとイギリス、フランスが実行したシリアに対する攻撃に参加し、ペルシア湾上から23発のトマホーク巡航ミサイルを発射した。
2021年8月16日、在日米軍横須賀基地に「ハワード」と共に配備された。
2022年9月20日、カナダ海軍のフリゲート「バンクーバー」と共同で、台湾海峡を通過したと米海軍第7艦隊が発表した。2024年10月20日にも、同じ2隻が台湾海峡を通過したことを中国人民解放軍東部戦区が21日に発表した。